# Pavel Širuček
Pavel Širuček (Karviná, Tsjechoslowakije, 20 november 1992) is een Tsjechisch professioneel tafeltennisser. Hij speelt rechtshandig met de shakehandgreep.
Hij zou zijn land vertegenwoordigen op de Olympische Zomerspelen 2020 maar moest zich afmelden nadat hij vlak voor de spelen zouden aanvangen positief testte op Covid.